# David Paterson
David Alexander Paterson (* 20. duben 1954) je americký politik, který v letech 2008–2010 zastával úřad guvernéra státu New York. Od 1. ledna 2007 do 17. března 2008 působil jako jeho viceguvernér. Stal se prvním Afroameričanem a rovněž nevidomým člověkem v tomto úřadu. Když Eliot Spitzer získal nominaci Demokratické strany na post guvernéra státu New York, vybral si Davida Patersona, aby spolu s ním kandidoval ve volbách v roce 2006. David Paterson do té doby působil jako profesor na Columbia University.
Poté, co vyšlo najevo, že tehdejší guvernér státu New York Eliot Spitzer je vyšetřován, že využíval služeb luxusních prostitutek, Spitzer oznámil ve svém projevu, že rezignuje na funkci guvernéra státu New York. Podle zákona, v takovémto případě, přebírá funkci guvernéra státu New York jeho viceguvernér, tedy Paterson.